# Mughiphantes brunneri
Mughiphantes brunneri là một loài nhện trong họ Linyphiidae.
Loài này thuộc chi Mughiphantes. Mughiphantes brunneri được Konrad Thaler miêu tả năm 1984.